# Павел I (архиепископ Константинопольский)
Архиепи́скоп Па́вел I Испове́дник (греч. Νέας Ρώμης Παύλος Α΄) — предстоятель Константинопольской церкви с 337 по 350 год (с перерывами).

## Жизнеописание
Родился в Фессалониках; был избран константинопольским архиепископом после смерти Александра в 337 году, когда вновь вспыхнула арианская ересь. На Соборе, избиравшем нового предстоятеля церкви, присутствовало много ариан. Они восставали против избрания Павла, но православных членов Собора оказалось большинство. Император Констанций, царствовавший над восточной половиной Римской империи, был арианин. Во время выборов патриарха его не было в Константинополе. По возвращении своем, он созвал Собор, который незаконно низложил Павла, и император изгнал его из столицы. На место Павла возвели арианина Евсевия Никомидийского, занимавшего престол с 339 по 341 год. Архиепископ Павел удалился в Рим, где нашли себе приют и другие православные епископы, изгнанные Евсевием.
Недолго управлял Церковью Евсевий. Когда он умер, Павел вернулся в Константинополь. Он с любовью был встречен паствой. Но Констанций вторично изгнал Павла, и ему пришлось возвратиться в Рим. Император Констант написал своему восточному соправителю Констанцию грозное письмо, которое отправил в Константинополь со святым архипастырем-изгнанником. Угрозы подействовали, и Павел был возвращён на свою кафедру.

Однако вскоре император Констант, защитник православных, был предательски убит во время дворцового переворота. Павла вновь изгнали из столицы и отправили в ссылку в Армению, в город Кукуз, где он принял мученическую кончину.
 Когда он совершал Божественную литургию, ворвались ариане и задушили Павла его святительским омофором. Произошло это в 350 году.
В 381 году император Феодосий Великий торжественно перенёс мощи святителя Павла-исповедника из Кукуза в Константинополь. В 1326 году мощи святителя Павла перенесены в Венецию.
Православная церковь совершает память святителя Павла 6 (19) ноября шестеричным богослужением.